# George Horne (rugby à XV)
Pour les articles homonymes, voir George Horne et Horne.

a Compétitions nationales et continentales officielles uniquement.

b Matchs officiels uniquement.
Dernière mise à jour le 27 juin 2024.
George Horne, né le 12 mai 1995 à Dundee (Écosse), est un joueur international écossais de rugby à XV évoluant au poste de demi de mêlée aux Glasgow Warriors depuis 2016.
Il est le frère de Peter Horne, également rugbyman professionnel.

## Biographie

### Jeunesse et formation
George Horne naît le 12 mai 1995 à Dundee en Écosse. Il a un frère ainé, Peter Horne, qui est un joueur professionnel de rugby à XV.
George Horne pratique lui aussi le rugby à XV et fait ses premières armes dans les clubs de Howe of Fife RFC et de Currie RFC. Plus tard, il représente l'Écosse dans les équipes nationales des moins de 17 et de 19 ans. Avec les moins de 20 ans, il compte douze sélections dans le Tournoi des Six Nations des moins de 20 ans 2014 et 2015 et au Championnat du monde junior 2015.

### Carrière en club
Il dispute ses premiers matchs avec les Glasgow Warriors en 2016, après un prêt au London Scottish, club de deuxième division anglaise, pour accroître son temps de jeu au niveau professionnel, . Il intègre les Warriors à plein temps en 2016 et signe son premier contrat professionnel en 2017,.
Il se taille dans le club une place de titulaire régulier, malgré la concurrence de plusieurs demis de mêlée tel qu'Ali Price, Nikola Matawalu et Jamie Dobie.
Durant la saison 2022-2023, son équipe atteint la finale de Challenge Cup où elle affronte le RC Toulon. Pour cette rencontre il est titulaire mais son équipe est cependant battue sur le score de 43 à 19,.
En 2023-2024, les Glasgow Warriors se qualifient en finale de l'URC après avoir éliminé le Munster en demi-finale. En finale contre les Bulls, George Horne est titulaire et son équipe s'impose 21 à 16, remportant la compétition pour la deuxième fois de son histoire après 2015,.

### Carrière internationale
Outre les sélections de jeunes, Horne représente l'équipe d'Écosse de rugby à sept. Il est l'un des joueurs clef de l'équipe gagnante du Tournoi de Londres en 2017.
Horne connaît sa première cape lors de la tournée d'été 2018 de l'Écosse, contre les États-Unis. Lors de cette tournée, il marque ses deux premiers essais contre l'Argentine.
Absent lors du Tournoi des Six Nations 2019, il réintègre l'équipe d'Écosse lors des matchs de préparation pour la Coupe du monde la même année. Il est l'un des trois demis de mêlée retenus pour la compétition.
Durant l'été 2022, il joue une rencontre avec l'Équipe d'Écosse A (équipe réserve) contre le Chili où il inscrit un doublé lors de la victoire 45 à 5 de son équipe
Le 16 août 2023, il fait partie de la liste définitive des 33 joueurs convoqués par Gregor Townsend pour disputer la Coupe du monde 2023.
Au mois de janvier 2024, il est sélectionné pour le Tournoi des Six Nations.

## Statistiques internationales
- 36 sélections (7 fois titulaire, 29 fois remplaçant).
- 44 points (8 essais, 2 transformations).
- Sélections par année : 4 en 2018, 6 en 2019, 4 en 2020, 3 en 2021, 1 en 2022 et 4 en 2023 et 10 en 2024.
- Tournoi des Six Nations disputé : 2020, 2023 et 2024.

En Coupe du monde :
- 2019 : 3 sélections (Samoa, Russie, Japon), 15 points (3 essais).
- 2023 : 3 sélections (Tonga, Roumanie, Irlande) 7 points (1 essai, 1 transformation).

## Palmarès

### En province
- Finaliste du Pro14 en 2019 avec les Glasgow Warriors.
- Finaliste de la Challenge Cup en 2023 avec les Glasgow Warriors.
- Vainqueur du United Rugby Championship en 2024 avec les Glasgow Warriors.

### Distinctions personnelles
- Meilleur marqueur du United Rugby Championship en 2025 (9 essais).